# Faith Kipyegon
Faith Chepngetich Kipyegon (Bomet, 10 de janeiro de 1994) é uma atleta meio-fundista queniana, recordista mundial, tricampeã olímpica e tricampeã mundial dos 1500 metros e ex-recordista mundial dos 5000 metros.
Representou o Quênia na Rio 2016, conseguindo a medalha de ouro nos 1500 metros, tornando-se campeã olímpica pela primeira vez. No ano seguinte foi campeã mundial em Londres 2017. Afastada das pistas em 2018 pela maternidade, retornou na temporada seguinte e em Doha 2019 foi vice-campeã mundial, conquistando a medalha de prata com novo recorde nacional queniano para a distância, 3:54.22.
Com a pandemia de Covid-19 impedindo as competições de atletismo de 2020, voltou às pistas em 2021 enfrentando sua principal rival, a holandesa Sifan Hassan, para quem perdeu o título mundial em 2019, na Diamond League. Em Florença, na Itália, ficou novamente em segundo para a holandesa mas estabeleceu nova marca pessoal para os 1500 metros, 3:53.91. Em Mônaco, semanas antes dos Jogos Olímpicos, derrotou Hassan estabelecendo nova marca pessoal, recorde nacional e a quarta mais rápida da história, 3:51.07.
Em Tóquio 2020, Faith venceu o esperado duelo entre ela e a holandesa Hassan – que já vinha de uma vitória nos 5 000 m  – ganhando a medalha de ouro pela segunda vez, com a marca de 3:53.11, quebrando o recorde olímpico da romena Paula Ivan, um dos mais duradores do atletismo e conquistado 33 anos antes, em Seul 1988.
Se tornou bicampeã mundial vencendo a prova em Eugene 2022, com a marca de 3:52.96.
Em junho de 2023 estabeleceu novo recorde mundial da prova, com a marca de 3:49.11, durante o Golden Gala em Florença, Itália, terceira etapa da Diamond League daquele ano. Uma semana depois, no Meeting de Paris, correndo a distância apenas pela terceira vez, estabeleceu novo recorde mundial para os 5000 metros, derrotando na prova a até então recordista etíope Letesenbet Gidey.
Em Budapeste 2023 ela tornou-se tricampeã mundial da modalidade, conquistando a medalha de ouro em 3:54.87, e campeã dos 5 000 metros, o que fez dela a primeira atleta a vencer as duas provas num mesmo campeonato mundial. Na temporada de 2023, além das medalhas de ouro no Mundial,  ela quebrou os recordes mundiais dos 1 500 m, da milha e dos 5 000 m no espaço de dois meses. Ainda em 2023 perdeu o recorde dos 5 000 m para a etíope Gudaf Tsegay.
Três semanas antes dos Jogos Olímpicos de Paris 2024, ela tornou a quebrar seu próprio recorde mundial dos 1500 m, marcando 3:49.04, competindo novamente no Meeting de Paris, etapa francesa da Diamond League.
Estreou em Paris 2024 conquistando a prata nos 5000 metros. Nos 1500 m tornou-se tricampeão olímpica vencendo em 3:51.29, novo recorde olímpico.
Em julho de 2025 ela quebrou novamente seu próprio recorde mundial dos 1500 metros, vencendo a prova no Prefontaine Classic, etapa de Eugene, EUA, da Diamond League, em 3:48.68.